# Latituds del cavall

Diagrama de la posició relativa de les latituds del cavall

Les Latituds dels cavall o Alta subtropical (en anglès: Horse latitudes) són zones d'altes pressions atmosfèriques subtropicals situades als dos costats de l'equador terrestre (aproximadament de 30º a 38º Nord i Sud). Aquesta regió està sota una cresta d'alta pressió anomenada alta subtropical. És una zona que rep poques pluges i té vents variables mesclats amb calmes.
Les latituds del cavall estan associades amb l'anticicló subtropical i el descens a gran escala dels corrents d'aire a gran altitud que es mouen cap als pols. Després d'arribar a la superfície de la terra, aquest aire es propaga cap a l'equador, com a part dels vents alisis predominants o cap als pols, com a part dels vents de l'oest.
Es formen unes zones d'alta pressió que són com cinturons paral·lels entre si, separats a una distància de l'equador que a l'estiu varia uns pocs graus. El cinturó més proper al Tròpic de Càncer (hemisferi nord) es coneix com a  cinturó de calma de Càncer , mentre que el cinturó més proper al Tròpic de Capricorn (hemisferi sud) es coneix com a  cinturó de calma de Capricorn.
Les persistents condicions càlides i seques de les latituds del cavall també contribueixen a l'existència dels deserts tropicals, com el desert del Sàhara a l'Àfrica, els del sud-oest dels Estats Units i nord de Mèxic i parts del de l'Orient Mitjà a l'Hemisferi Nord, com també del desert d'Atacama, el desert de Kalahari i el desert d'Austràlia a l'Hemisferi Sud.

## Etimologia
L'explicació més probable d'aquest nom és que en l'Imperi Espanyol es transportaven cavalls amb vaixells a les colònies americanes i que els vaixells sovint arribaven a zones de calmes que perllongaven el viatge. Aleshores en ser impossible mantenir els cavalls vius, per manca d'aigua (més important per a la tripulació), se'ls llançava per la borda o se'ls matava.
Una altra teoria, més indirecta (ja que és conseqüència de la primera), és que deriva del ritual del "cavall mort" dels antics mariners. En aquest ritual els mariners preparaven al vaixell un ninot d'un cavall, farcit de palla, el qual després acabaven llençant per la borda. Antigament als mariners se'ls pagava una part del sou abans del viatge, que sovint gastaven tot d'una, i tenien un període sense ingressos i amb deutes. Aquest període sense ingressos i amb deutes s'anomenava "deute del cavall mort" (dead horse debt) i normalment durava un mes o dos. Els mariners feien la cerimònia de llençar el ninot del cavall quan ja havien rebut la resta de la paga, cosa que acostumava a coincidir amb el pas per les latituds dels cavalls i aquestes latituds acabaren rebent aquest nom per aquest ritual